# Joseph White
Pour les articles homonymes, voir White.
Joseph White, né le 28 septembre 1997 à Townsville, est un joueur professionnel de squash représentant l'Australie. Il atteint en avril 2024 la 76e place mondiale sur le circuit international, son meilleur classement. Il est champion d'Australie en 2024 et 2025.

## Palmarès

### Titres
- Championnats d'Australie : 2 titres (2024, 2025)